# 世田谷区立砧南中学校
世田谷区立砧南中学校（せたがやくりつきぬたみなみちゅうがっこう）は、東京都世田谷区鎌田にある公立中学校。
東京区部で2番目のマンモス校となった世田谷区立砧中学校の過密を解消するため、1975年5月、世田谷区立砧南小学校横の用地1万4000平方メートルを世田谷区が買収した。

## 沿革
- 1977年4月1日 開校、砧中学校から216名が転入した[2]。
- 1977年6月20日 校章制定
- 1978年3月18日 校歌制定
- 1984年3月1日 同年3月の卒業生により、モニュメント「友情の塔」が据えられた[3]。
- 1988年2月21日 机「9」文字事件が発生
- 2002年3月1日 砧南らる保育園併設